# Ion Santo (1922–2007)
Ion Santo (ur. 16 grudnia 1922 w Oradei, zm. 17 marca 2007 w Klużu-Napoce) – rumuński szermierz. Reprezentant kraju podczas Igrzysk Olimpijskich 1952 w Helsinkach. Na igrzyskach uczestniczył w turnieju indywidualnym i drużynowym szablistów. W turnieju indywidualnym dotarł do 2. rundy, w drużynowym odpadł w pierwszej.